# Comuna Hodakî, Korosten
Hodakî (în ucraineană Ходаківська сільська рада) este o comună în raionul Korosten, regiunea Jîtomîr, Ucraina, formată din satele Hodakî (reședința), Horbaci și Subîne.

## Demografie
Componența lingvistică a comunei Hodakî
     Ucraineană (97,7%)
     Rusă (2,3%)
Conform recensământului din 2001, majoritatea populației comunei Hodakî era vorbitoare de ucraineană (97,7%), existând în minoritate și vorbitori de rusă (2,3%).